# اختبار الغواياك للبراز
اختبار الغواياك للبراز (بالإنجليزية: Stool guaiac test)‏ أو اختبار الغواياك لتحري الدم الخفي في البراز (اختصارًا gFOBT) هي واحدة من العديد من الطرق التي تكشف عن وجود الدم الخفي في البراز (FOB) و الذي هو الدم الموجود في البراز والذي لا يمكن رؤيته عيانا.
يدل مصطلح الغواياك على اسم سطح الورق المستخدمة في الاختبار الذي يحتوي على مركب الفينول، حمض ألفا غاياكونيك، المستخرج من راتنج خشب أشجار الغاياكوم (Guaiacum). مبدأ الفحص يقوم على أكسدة المركبات المحتوية على الفينول الموجودة في ورق الغواياك والعديمة اللون أصلاً، ليحول هذه المركبات إلى كينونات مما ينتج عنه ظهور لون أزرق. إن كان يوجد في عينة البراز دم؛ فإن بروتين الهيماتين سيعمل على تحرير الأوكسيجين من بيروكسيد الهيدروجين محولاً لون الورقة إلى الأزرق.